# Thüringerwoud
Het Thüringerwoud (Duits: Thüringer Wald) is een bebost middelgebergte van 120 km lang en 35 km breed in het midden van Duitsland, gelegen in de deelstaat Thüringen. De hoogste top van het Thüringerwoud is de Großer Beerberg van 982 meter.
In de volksmond wordt het zuidoostelijk aangrenzende Thüringer Leisteengebergte (Thüringer Schiefergebirge) ook tot het Thüringerwoud gerekend. Duitse geologen en geografen beschouwen dit echter als een apart  gebergte. 
De Rennsteig (ook wel Rennweg genoemd) is een oud pad dat de toppen in het centrale deel van het Thüringerwoud met elkaar verbindt. Deze Rennsteig is de historische grens tussen Noord- en Midden-Duitsland en vormt ook de oude grens tussen de regio's Thüringen en Franken. Dit is ook het traject van de jaarlijkse Rennsteiglauf.
De bekendste bezienswaardigheid is de Wartburg bij Eisenach, waar Elisabeth van Hongarije leefde (voor ze naar de Marburg verhuisde) en later Maarten Luther enige tijd in ballingschap verbleef.

## Afbeeldingen

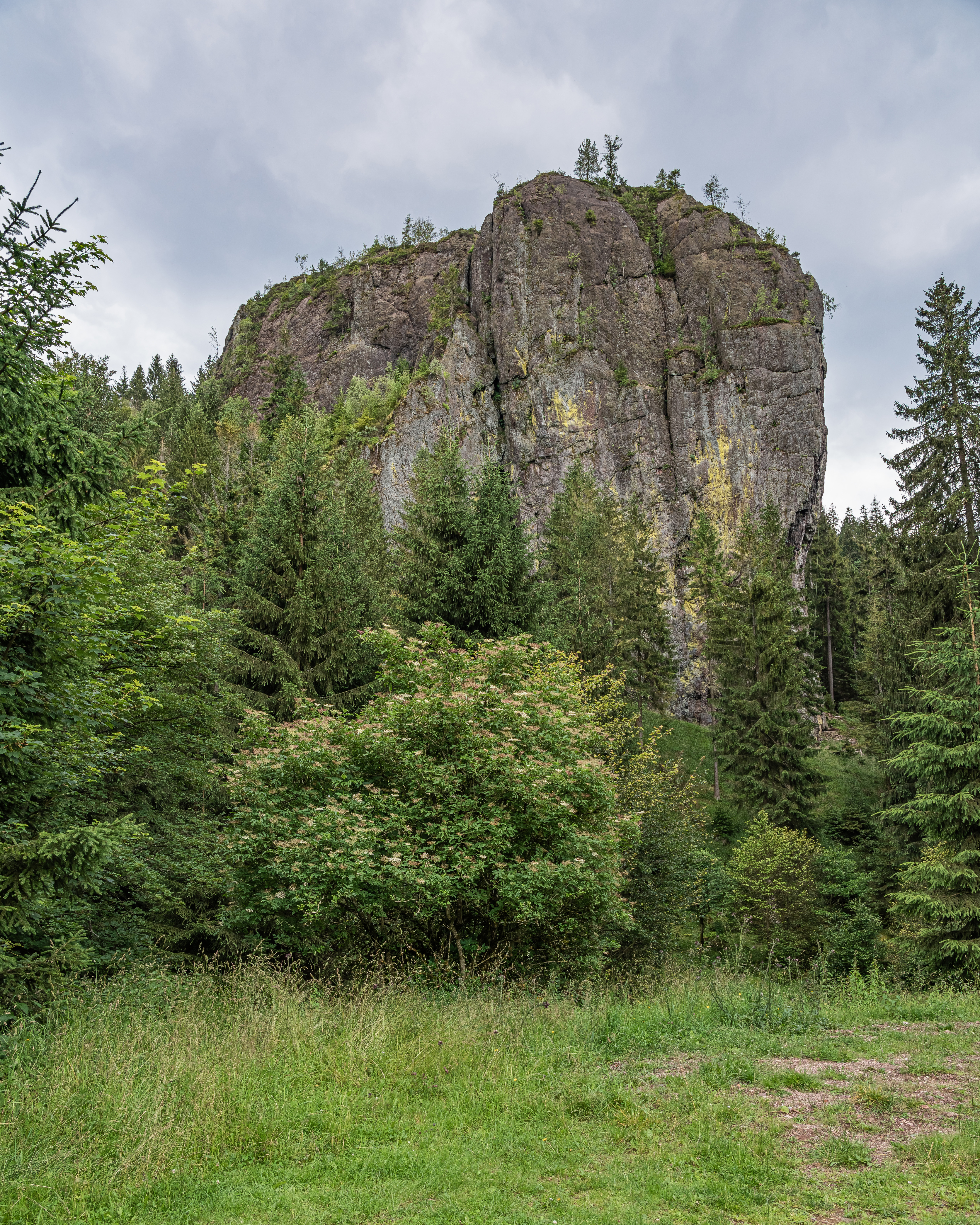
De rotsformatie Falkenstein bij Tambach-Dietharz
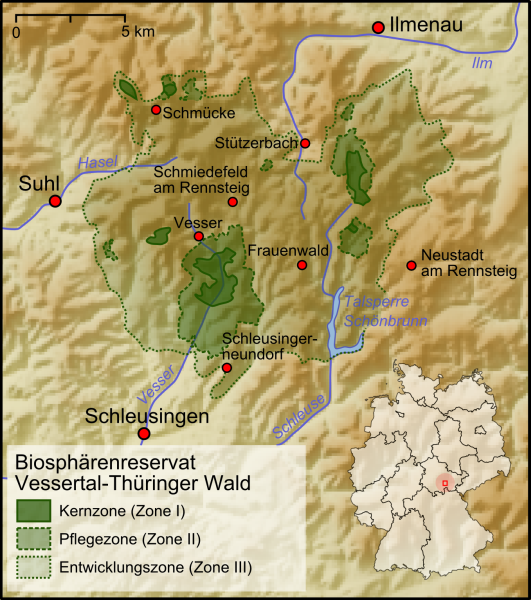
Ligging Biosfeerreservaat Vessertal-Thüringer Wald
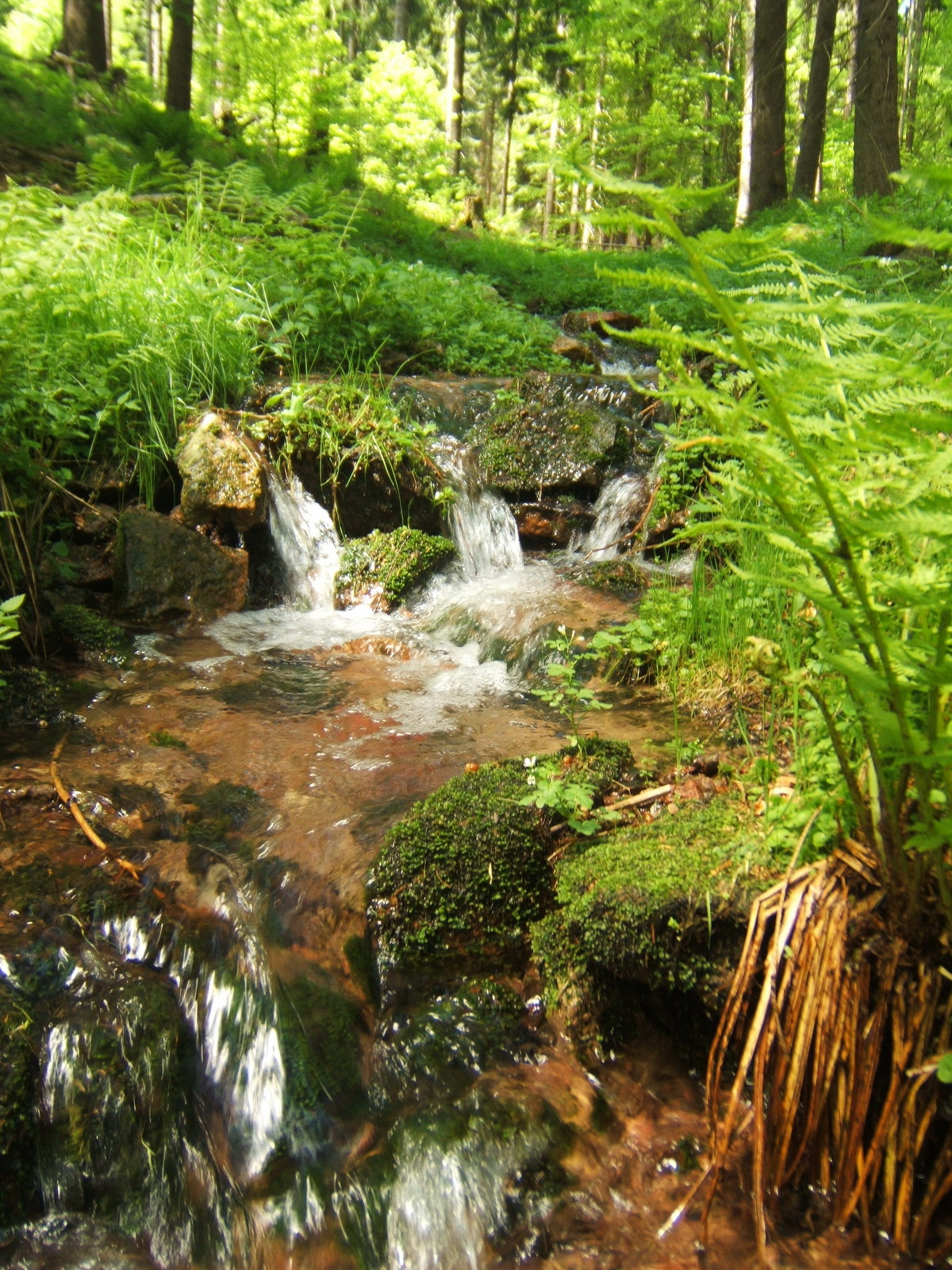
De beek Vesser in dit natuurgebied